# Abrochtha carnivora
Abrochtha carnivora är en hjuldjursart som beskrevs av Ricci, Melone och Walsh 2001. Abrochtha carnivora ingår i släktet Abrochtha och familjen Philodinavidae. Arten förekommer i den neotropiska regionen. Inga underarter finns listade i Catalogue of Life.